# Bitva u Megida (15. století př. n. l.)
Bitva u Megida byl vojenský konflikt mezi egyptskými vojsky v čele s faraonem Thutmosem III. a velkou kanaánskou koalicí pod vedením krále Kadeše. Je první známou bitvou dějin lidstva, o níž existují relativně hodnověrné informace.
Přesný datum bitvy dodnes není jednoznačně znám. Egyptology nejvíce akceptovaný údaj je 9. květen roku 1457 př. n. l., ačkoliv někdy je konflikt datován do roku 1482 př. n. l. nebo 1479 př. n. l.
Bitva u Megida skončila vítězstvím Egypta a zbytky rozprášeného kanaánského vojska utekly do bezpečí hradeb města Megida. Jejich pronásledování následně vedlo ke zdlouhavému obléhání Megida.
Veškeré podrobnosti o konfliktu pocházejí z egyptských zdrojů – zejména z hieroglyfických nápisů v Síni kronik Amonova chrámu v Karnaku, jejichž autorem byl vojenský písař Tjaneni.

## Kanaánská vzpoura
Na konci vlády královny Hatšepsut se místní vládci v oblasti současné Sýrie pokusili zbavit nadvlády Egypta. Kanaánci se sjednotili a spojili s královstvím Mitanni na březích řeky Eufrat. Hnací silou za touto vzpourou byl král Kadeše. Mohutné opevnění Kadeše bylo zárukou bezpečnosti krále i města. Král Megida, které bylo stejně dobře opevněné, se ke vzpouře přidal.
Po smrti své tety se novým faraonem stal Thutmose III., který se musel se vzpourou co nejdříve vypořádat. Megido totiž leželo na jihozápadním okraji Jizre'elského údolí, těsně za pohořím Karmel a kontrolovalo tak obchodní cestu mezi Egyptem a Mezopotámií. Pro svou vynikající strategickou polohu bylo toto sídlo během historie místem mnoha bitev.

## Egyptská odpověď
Thutmose III. shromáždil armádu válečných vozů a pěchoty, která měla 10 000 mužů.
Armáda se shromáždila v hraniční pevnosti Caru (starořecky Σελη Silé) a o 10 dní později dorazila do města Gaza, které bylo věrné Egyptu. Po jednodenním odpočinku pokračovala do vzdáleného města Jehem, kam dorazila za dalších 11 dní. Odtud vyslal faraon průzkumníky, aby prohlédli terén. Aby mohla armáda pokračovat dále na sever, musela překročit pohoří Karmel. Za ním leželo město a pevnost Megido, kde se shromáždily síly vzbouřenců.
Z Jehemu do Megida vedly tři možné cesty. Severní cesta – přes Zefti – a jižní cesta – přes Taanach – umožňovaly bezpečný přístup do Jizre'elského údolí. Střední cesta – přes Arunu – byla riskantní; vedla úzkou soutěskou a vojáci se mohli po ní pohybovat pouze v řadě za sebou. Pokud by na konci rokle čekal protivník, byli by faraónovi vojáci snadnou kořistí. Velitelé proto doporučovali jednu ze dvou bezpečnějších cest. Přesto se Thutmose III. rozhodl riskovat přímou cestu do Megida.
Sám Thutmose vedl své muže do útoku na město Aruna. Bylo jen slabě chráněné a rychlý útok nepřátelských obránců rozprášil. Jeho armáda pak pokračovala dál a bez odporu vstoupila do údolí. Vzbouřenci nechali velké oddíly pěchoty hlídat dvě z pravděpodobnějších přístupových cest k městu a cestu, kterou se vydala faraónova armáda, nechali zcela bez ochrany. Tak získali Egypťané volný přístup přímo k Megidu, a velké části nepřátelské armády nechali daleko na severu a jihu za sebou.

## Bitva a obléhání
Faraón svou šanci rozpoznal. Vztyčil tábor a pod rouškou noci seřadil své síly v blízkosti nepřítele. Následující ráno zaútočil. Vzbouřenci byli rozestavení na vyvýšenině u pevnosti. Egyptské linie byly uspořádány do konkávní formace, která ohrožovala obě křídla protivníka. Faraón vedl útok ze středu. Kombinace postavení a počtu, spolu s včasným, odvážným útokem, zlomila odhodlání rebelů a jejich linie se prakticky okamžitě rozpadly. Ti, kteří byli v blízkosti města, utekli za jeho hradby, kde se následně opevnili.
Egyptští vojáci se pustili do drancování protivníkova tábora. Chaos, který při tom vznikl, poskytl dostatek času roztroušeným silám rebelů, včetně králů Kádeše a Megida, aby se mohli přidat k obráncům města. Faraón tak přišel o možnost rychlého dobytí města.
Egypťané město oblehli. Zároveň vyslali vojenské jednotky do země vzbouřenců a rychle v ní obnovili nadvládu Egypta. Město však ještě nějaký čas vzdorovalo – podle některých odhadů až 7 měsíců.
Vítězná armáda si domů přivedla 340 zajatců, 2 041 klisen, 191 hříbat, 6 hřebců, 924 válečných vozů, 200 sad brnění, 502 luků, 1929 kusů dobytka, 22 500 ovcí a královské brnění, bojový vůz a stanové podpěry krále Megida. Město a obyvatelé byli ušetřeni.

## Výsledek bitvy
Díky této výpravě se rozšířilo území Egypta. Thutmose III. požadoval od poražených králů, aby každý z nich vyslal svého syna na egyptský dvůr. Tam oba dostali egyptské vzdělání. Později, když se vrátili do svých domovů, oba vládli ke spokojenosti Egypta.
Vítězství nad Megidem bylo však jen začátkem pacifikace Palestiny a Sýrie. Teprve po několika dalších vojenských výpravách, organizovaných prakticky každoročně, byla vzpoura definitivně potlačena.